# International Lease Finance Corporation

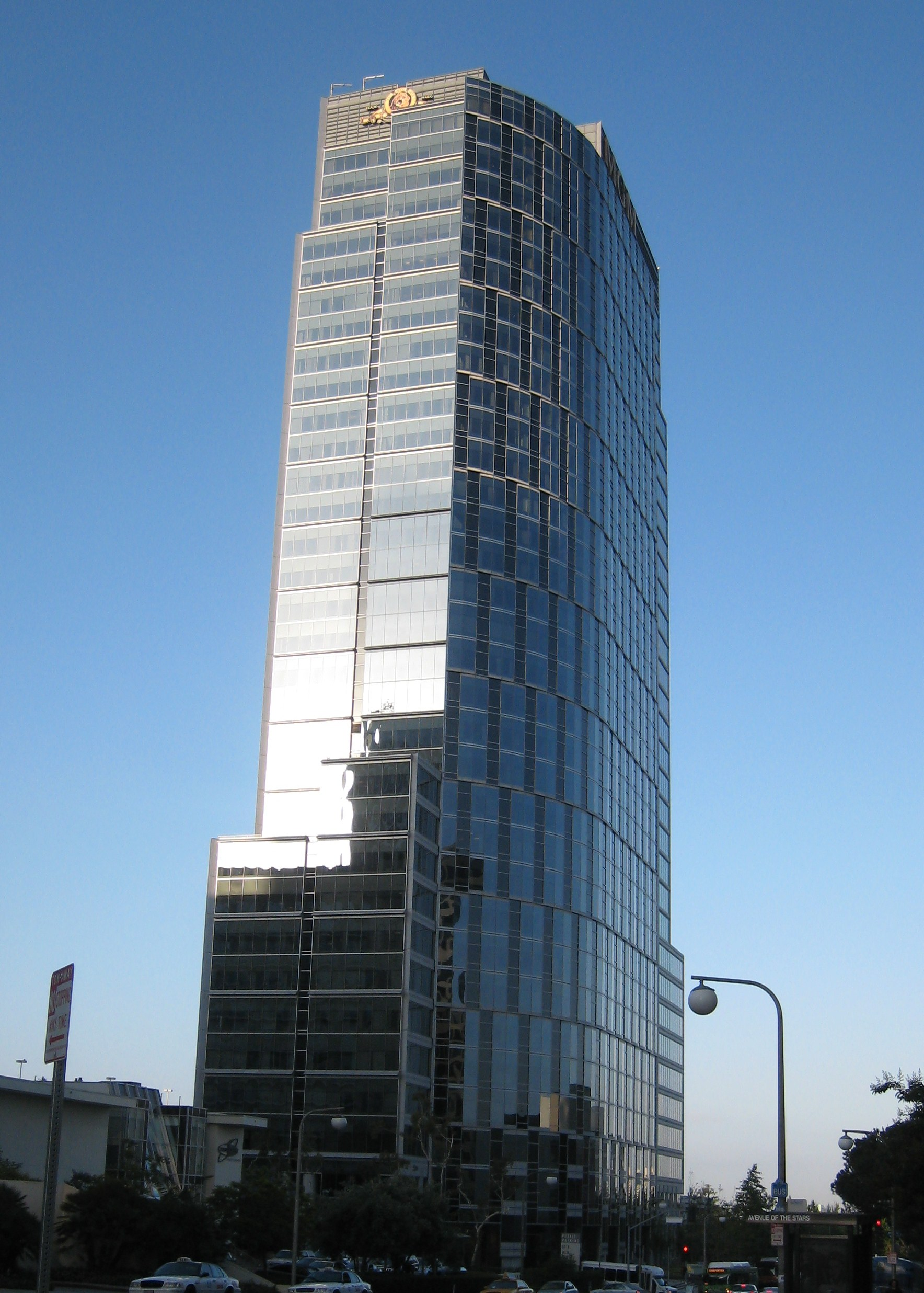
La Constellation Place, la sede de la empresa

La International Lease Finance Corporation (ILFC) fue un arrendador de aeronaves con sede en la Constellation Place (anteriormente la MGM Tower) en Century City, Los Ángeles, California.

## Historia
ILFC fue una empresa CASL (acrónimo por el Inglés Commercial Aircraft Sales and Leasing), que es un calificativo comúnmente usado para describir a las organizaciones, generalmente financieras, que alquilan y venden aviones comerciales y equipos relacionados sin que medien los fabricantes como, por ejemplo Airbus y Boeing, con el cliente final. Interviene cuando pequeñas aerolíneas - y no tan pequeñas - recién creadas que normalmente no están en posición financiera de comprar sus aviones nuevos directamente del fabricante, o compañías ya firmemente establecidas prefieren mantener flexibilidad mediante el alquiler en lugar de ser dueñas de sus aviones. Los aparatos pueden ser nuevos o usados, y proporcionados a las líneas aéreas sobre la base de un arrendamiento operativo o un arrendamiento financiero.
ILFC fue, con General Electric Capital Aviation Services (GECAS), la más importante y conocida empresas CASL.
Fue fundada por Leslie Gonda y su hijo Louis L. Gonda juntos con Steven F. Udvar-Hazy en 1973, y
es una filial del grupo de seguros estadounidense American International Group (AIG) desde 1990.

En mayo del 2007 era propietaria de una flota de 824 aviones Boeing y Airbus, con 254 pedidos adicionales.
En diciembre de 2013 fue adquirida por AerCap Holding.

### Pedidos
El 8 de marzo de 2011, ILFC anuncio la compra  de 100 Airbus A320neo con motores Pratt & Whitney, para, por lo menos 60 de estos, a  entregar desde el año 2015; también anuncio la cancelación de 10 Airbus A380 que tenía anteriormente pedidos.

### Clientes de ILFC
- Aerolíneas Argentinas
- Conviasa
- LAN Airlines
- TAME
- Gol
- Air Canada[6]
- Air Transat
- Copa Airlines
- Aeroméxico[7]
- American Airlines
- Boliviana de Aviación
- Delta Air Lines
- Frontier Airlines
- Hawaiian Airlines
- JetBlue Airways
- Cathay Pacific[8]
- Air India
- Iberia
- Privilege Style
- Vueling
- Turkish Airlines
- Swiss International Air Lines
- Aer Lingus
- TAP Portugal
- Air France-KLM[9]
- Interjet
- Volaris
- Air Austral
- Air Europa[10]
- Iberworld Airlines
- Virgin Atlantic
- Aeroflot
- South African Airways
- Kenya Airways
- Emirates
- Air China
- China Eastern Airlines
- China Southern
- Peruvian Airlines
- Qantas
- Virgin Australia[11]
- Air New Zealand
- Veca

### Clientes de ILFC no verirdicados
- Makuta Airways
- Avianca US
- LATAM EE.UU
- Aeroperú
- UKair
- Virgin Peruvian
- Air Lima
- North American Airlines
- South American Airlines
- Air Istanbul
- Oceanía Airlines
- Air Dubái